# Callum Kerr
Andrew Callum Kerr (Musselburgh, 11 maggio 1994) è un attore, modello e musicista scozzese noto principalmente per i ruoli del capitano George Kiss nella soap opera di Channel 4 Hollyoaks, di Wade Stellings nella serie musicale Fox Monarch - La musica è un affare di famiglia e di Galad Damodred nella serie fantasy Prime Video La Ruota del Tempo.

## Biografia

### Primi anni
Callum Kerr è nato a Musselburgh, East Lothian, Scozia da Dawn Smith, che ha cresciuto lui e la sorella minore, Amanda, dopo essersi separata dal padre dei due. Appassionatosi di recitazione durante il liceo, a 15 anni Kerr inizia a frequentare il National Youth Theatre of Scotland e fa un'audizione per Skins senza successo. Negli anni successivi ha giocato a rugby nella National Youth League per sei mesi e studiato finanza all'università lavorando part-time in uno studio legale prima di ritirarsi e decidere di perseguire la carriera recitativa trasferendosi a Londra.

### Carriera
Kerr ha iniziato a lavorare come modello nel 2017, posando per marchi come Jaguar, Adidas, Qatar Airways, Specsavers e HisColumn; comparendo inoltre nel videoclip Mixed Signals di Robbie Williams e nelle produzioni BBC One Doctors e Armchair Detectives. Nel 2019 ha interpretato Duncan nell'adattamento televisivo Hulu della commedia romantica Quattro matrimoni e un funerale, comparendo inoltre nella docuserie Prigionieri di viaggio e nella sitcom di ITV Zomboat!.
Nel gennaio 2020, Kerr ottiene il ruolo del capitano di polizia George Kiss nella soap opera di Channel 4 Hollyoaks, debuttato per indagare sull'aggressione subita dal personaggio storico Nancy Osbourne, interpretata da Jessica Fox, e rimasto nella serie fino all'aprile 2021.
Nel 2022, ha interpretato Christopher Foxworth in Flowers in the Attic: The Origin, miniserie Lifetime prequel del romanzo Garden of Shadows di V. C. Andrews e ottiene il ruolo ricorrente di Wade Stellings nella serie musicale Fox Monarch - La musica è un affare di famiglia. È inoltre stato scritturato per l'episodio pilota dell'adattamento Hulu di Alla ricerca del piacere di Richard Mason al fianco di Carla Woodcock, che tuttavia non è stato prodotto come serie.
Nel 2023, dopo essersi esibito sulla scena musicale country di Nashville per sei mesi, Kerr ha inoltre pubblicato il suo singolo di debutto come cantautore, "Tequila Therapy".
Il 27 giugno 2024 viene annunciato il suo ingresso nel cast dell'adattamento live action Netflix di One Piece nel ruolo di Smoker a partire dalla seconda stagione. Nello stesso anno interpreta Galad Damodred nella terza stagione della serie Prime Video La Ruota del Tempo.

## Vita privata
Dal 2021 al 2022 è stato fidanzato con Olivia Anderson, che aveva incontrato nel 2016. Successivamente inizia una relazione con Lauren Stacy, dalla quale, nel dicembre 2023, ha una figlia: Isla
Nel febbraio 2025 sua madre e il suo patrigno, Andrew Searle, sono stati trovati morti, presumibilmente assassinati, all'interno della loro casa nella periferia di Villefranche-de-Rouergue, cittadina dell'Aveyron, in Francia, dove risiedevano da 10 anni.

## Filmografia

### Cinema
- Narcissus, regia di Alexander Miguel - cortometraggio (2017)
- Him & Her, regia di Mohamed A. Mohamed - cortometraggio (2017)
- Memories, regia di Till Vill (2019)
- Ghetto Bird, regia di Richard O'Hare - cortometraggio (2020)

### Televisione
- Doctors – serial TV, puntata 19x76 (2017)
- Armchair Detectives – serie TV, episodio 1x03 (2017)
- The Shore – serie TV, episodio 1x01 (2018)
- Le regine del mistero (Queens of Mystery) – serie TV, episodio 1x05 (2019)
- Quattro matrimoni e un funerale – miniserie TV, 2 puntate (2019)
- Zomboat! – serie TV, 5 episodi (2019)
- Prigionieri di viaggio (Banged Up Abroad) – serie TV, episodio 13x08 (2020)
- Hollyoaks – serial TV, 70 puntate (2020-2021)
- Glow & Darkness – serie TV, 9 episodi (2021)
- Monarch - La musica è un affare di famiglia (Monarch) – serie TV, 7 episodi (2022)
- Flowers in the Attic: The Origin, regia di Declan O'Dwyer e Robin Sheppard – miniserie TV, 2 puntate (2022)
- History of a Pleasure Seeker – serie TV, episodio 1x01 (2022)
- Virgin River – serie TV, 3 episodi (2024)
- La Ruota del Tempo (The Wheel of Time) – serie TV, episodi 3x02-3x03 (2025)
- One Piece – serie TV (2026)

### Video musicali
- Mixed Signals di Robbie Williams, regia di Ross Anderson (2017)

## Discografia

### Singoli
- 2023 – Tequila Therapy

## Doppiatori italiani
Nelle versioni in italiano delle opere in cui ha recitato, Callum Kerr è stato doppiato da:
- Francesco Leonardo Fabbri in Virgin River
- Emanuele Ruzza in Monarch - La musica è un affare di famiglia
- Stefano Sperduti ne La Ruota del Tempo